# Carlos Humberto Camacho
Carlos Humberto „Pity” Camacho (ur. 9 czerwca 1971 w Cali) – kolumbijski aktor telewizyjny i model.
Ukończył Universidad Javeriana w Bogocie, gdzie zdobył licencjat w komunikacji a potem tytuł magistra produkcji telewizyjnej.
Swoją przygodę z show-biznesem rozpoczął od udziału w reklamach, zanim trafił na kinowy ekran w meksykańskiej komedii Burlando la ley (1993) oraz pojawił się jako Mario w wenezuelskiej telenoweli Bliźnięta ( Geminis, 1993). Sławę zawdzięcza telenowelom Telemundo – Wdowa w bieli (La Viuda de Blanco, 2006-2007) i Meandry miłości (Pecados Ajenos, 2007).
Grał w spektaklu El Soldadito de Plomo w Fundacion Gente de Teatro i przedstawieniu Suenos Lead w Teatro La Carrera.
W wolnym czasie jeździ konno, gra na gitarze i perkusji. Jego specjalnością jest także taniec i śpiew.

## Wybrana filmografia
- 2006-2007: Wdowa w bieli (La Viuda de Blanco) jako Dimas Pantoja
- 2007-2008: Meandry miłości (Pecados ajenos) jako Saúl Ferrara
- 2009-2010: Diabeł wie lepiej (Más sabe el diablo) jako Horacio García
- 2013: La Diosa Coronada jako Roger Martínez
- 2016-2017: La ley del corazón jako Sergio Sarmiento